# دنيس تايلور (لاعب كرة قدم)
دنيس تايلور (بالإنجليزية: Dennis Taylor)‏ هو لاعب كرة قدم جامايكي، ولد في 5 مايو 1990.